# WebDAV
Autoria i Versionatge Distribuïts a la Web o WebDAV és un conjunt d'extensions del protocol Http per possibilitar la manipulació i edició de fitxers d'un lloc web en un entorn concorregut o multiusuari.
També s'anomena així el grup de treball de l'Internet Engineering Task Force (IETF) responsable d'aquest protocol. Les característiques principals del protocol són el bloqueig de fitxers (prevenció del fet que els usuaris es trepitgin les modificacions), l'assignació i consulta de propietats (autor, data de modificació, etc.), capacitat de copiar i traslladar fitxers, i la manipulació de carpetes anomenades col·leccions (creació, eliminació i llistat de continguts).
El grup de treball WebDAV va concloure els treballs el Març del 2007 després d'una actualització del document RFC 2518 del qual la primera edició data del 1999, que el Grup Directiu d'Enginyers d'Internet finalement va acceptar.